# East Dean, Gloucestershire
East Dean är en by i civil parish Mitcheldean, i distriktet Forest of Dean, i grevskapet Gloucestershire i England. Byn är belägen 17 km från Gloucester. East Dean var en civil parish fram till 1953 när blev den en del av Awre, Cinderford, Drybrook, Littledean, Lydbrook, Mitcheldean, Ruardean och Ruspidge. Civil parish hade 14 152 invånare år 1951.